# O Castigo da Soberba
O Castigo da Soberba (entremês popular) é uma peça teatral de Ariano Suassuna, escritor paraibano radicado em Recife. A peça foi escrita em 1952.
O título, aparentemente, é inspirado em um verso da peça Os persas, de Ésquilo, teatrólogo grego do período clássico. Suas fontes de inspiração para elaboração desta peça, assim como várias de suas obras, são provenientes da cultura popular nordestina.  No caso desta peça, origina-se de um folheto de cordel homônimo, cuja autoria é atribuída ao famoso poeta popular paraibano Silvino Pirauá de Lima (1848-1913). O tema do tribunal celeste foi retomado em sua peça mais famosa, Auto da Compadecida, de 1955.
Suassuna transpôs para o teatro um auto popular nordestino com fortes raízes populares espanholas e portuguesas.